# ألكسندر أفونسو دا سيلفا
ألكسندر أفونسو دا سيلفا (بالبرتغالية: Alexandre Afonso da Silva) (15 أغسطس 1983 بأوبيرلانديا في البرازيل - ) هو لاعب كرة قدم برازيلي في مركز الوسط. لعب مع أبولون ليماسول وميتالورغ دونيتسك ونادي أومونيا ونادي أيك لارنكا ونادي بروكسل ونادي جينك ونادي سانتوس ونادي سينت ترويدن وماريليا أتلتيكو ‏ وإينوسيس نيون باراليمني ‏ وOeste Futebol Clube ‏.

## روابط خارجية
- ألكسندر أفونسو دا سيلفا على موقع قاعدة بيانات كرة القدم.إي يو (الإنجليزية)
- ألكسندر أفونسو دا سيلفا على موقع Soccerway.com (الإنجليزية)
- ألكسندر أفونسو دا سيلفا على موقع عالم كرة القدم.نت (الإنجليزية)